# 3. ŽNL Osječko-baranjska NS Našice 2013./14.
Prvenstvo se igralo dvokružno. Ligu je osvojio NK Polet Bokšić. Pored njega u 2. ŽNL Osječko-baranjsku NS Našice se kvalificirao i NK Omladinac Niza.

## Tablica
| Mj. | Klub                     | Sus. | Pobj. | Nerj. | Por. | GR.   | Bod.       |
| --- | ------------------------ | ---- | ----- | ----- | ---- | ----- | ---------- |
| 1.  | NK Polet Bokšić          | 16   | 10    | 5     | 1    | 52:21 | 35         |
| 2.  | NK Omladinac Niza        | 16   | 10    | 5     | 1    | 37:11 | 35         |
| 3.  | NK Slavonija Klokočevci  | 16   | 9     | 5     | 2    | 43:18 | 32         |
| 4.  | NK Vuka Razbojište       | 16   | 7     | 2     | 7    | 39:41 | 23         |
| 5.  | NK Brezik Brezik Našički | 16   | 6     | 3     | 7    | 28:37 | 21         |
| 6.  | NK Slavonac Pribiševci   | 16   | 7     | 1     | 8    | 33:33 | 20 (-2) ↓1 |
| 7.  | NK Dinamo Budimci        | 16   | 4     | 3     | 9    | 27:36 | 15         |
| 8.  | NK Lug Bokšić Lug        | 16   | 3     | 2     | 11   | 22:53 | 9 (-2) ↓2  |
| 9.  | NK Seona                 | 16   | 2     | 2     | 12   | 23:54 | 8          |

## Rezultati
| NK Seona - NK Vuka Razbojište 1:3 NK Brezik Brezik Našički - NK Lug Bokšić Lug 6:1 NK Dinamo Budimci - NK Polet Bokšić 0:3 NK Slavonija Klokočevci - NK Omladinac Niza 1:2 NK Slavonac Pribiševci slobodan | NK Slavonac Pribiševci - NK Slavonija Klokočevci 2:3 NK Omladinac Niza - NK Dinamo Budimci 3:2 NK Polet Bokšić - NK Brezik Brezik Našički 1:1 NK Lug Bokšić Lug - NK Seona 2:1 NK Vuka Razbojište slobodan | NK Dinamo Budimci - NK Slavonac Pribiševci 1:2 NK Brezik Brezik Našički - NK Omladinac Niza 1:1 NK Seona - NK Polet Bokšić 2:8 NK Vuka Razbojište - NK Lug Bokšić Lug 4:4 NK Slavonija Klokočevci slobodan    |
| NK Slavonac Pribiševci - NK Brezik Brezik Našički 2:1 NK Slavonija Klokočevci - NK Dinamo Budimci 2:1 NK Omladinac Niza - NK Seona 8:0 NK Polet Bokšić - NK Vuka Razbojište 3:0 NK Lug Bokšić Lug slobodan | NK Seona - NK Slavonac Pribiševci 0:1 NK Brezik Brezik Našički - NK Slavonija Klokočevci 1:4 NK Vuka Razbojište - NK Omladinac Niza 1:4 NK Lug Bokšić Lug - NK Polet Bokšić 2:5 NK Dinamo Budimci slobodan | NK Slavonac Pribiševci - NK Vuka Razbojište 4:6 NK Slavonija Klokočevci - NK Seona 3:0 NK Dinamo Budimci - NK Brezik Brezik Našički 3:4 NK Omladinac Niza - NK Lug Bokšić Lug 3:1 NK Polet Bokšić slobodan    |
| NK Lug Bokšić Lug - NK Slavonac Pribiševci 2:1 NK Vuka Razbojište - NK Slavonija Klokočevci 0:4 NK Seona - NK Dinamo Budimci 0:2 NK Polet Bokšić - NK Omladinac Niza 1:1 NK Brezik Brezik Našički slobodan | NK Slavonac Pribiševci - NK Polet Bokšić 1:4 NK Slavonija Klokočevci - NK Lug Bokšić Lug 3:1 NK Dinamo Budimci - NK Vuka Razbojište 2:0 NK Brezik Brezik Našički - NK Seona 4:3 NK Omladinac Niza slobodan | NK Omladinac Niza - NK Slavonac Pribiševci 3:0 NK Polet Bokšić - NK Slavonija Klokočevci 3:3 NK Lug Bokšić Lug - NK Dinamo Budimci 3:3 NK Vuka Razbojište - NK Brezik Brezik Našički 2:0 NK Seona slobodan    |
| NK Vuka Razbojište - NK Seona 4:4 NK Lug Bokšić Lug - NK Brezik Brezik Našički 3:2 NK Polet Bokšić - NK Dinamo Budimci 4:0 NK Omladinac Niza - NK Slavonija Klokočevci 0:0 NK Slavonac Pribiševci slobodan | NK Slavonija Klokočevci - NK Slavonac Pribiševci 1:1 NK Dinamo Budimci - NK Omladinac Niza 0:0 NK Brezik Brezik Našički - NK Polet Bokšić 0:0 NK Seona - NK Lug Bokšić Lug 2:1 NK Vuka Razbojište slobodan | NK Slavonac Pribiševci - NK Dinamo Budimci 1:3 NK Omladinac Niza - NK Brezik Brezik Našički 2:0 NK Polet Bokšić - NK Seona 5:1 NK Lug Bokšić Lug - NK Vuka Razbojište 0:3 ↓3 NK Slavonija Klokočevci slobodan |
| NK Brezik Brezik Našički - NK Slavonac Pribiševci 0:5 NK Dinamo Budimci - NK Slavonija Klokočevci 1:1 NK Seona - NK Omladinac Niza 1:2 NK Vuka Razbojište - NK Polet Bokšić 4:2 NK Lug Bokšić Lug slobodan | NK Slavonac Pribiševci - NK Seona 5:1 NK Slavonija Klokočevci - NK Brezik Brezik Našički 7:0 NK Omladinac Niza - NK Vuka Razbojište 4:0 NK Polet Bokšić - NK Lug Bokšić Lug 5:1 NK Dinamo Budimci slobodan | NK Vuka Razbojište - NK Slavonac Pribiševci 3:0 NK Seona - NK Slavonija Klokočevci 1:1 NK Brezik Brezik Našički - NK Dinamo Budimci 2:0 NK Lug Bokšić Lug - NK Omladinac Niza 0:2 NK Polet Bokšić slobodan    |
| NK Slavonac Pribiševci - NK Lug Bokšić Lug 5:1 NK Slavonija Klokočevci - NK Vuka Razbojište 5:1 NK Dinamo Budimci - NK Seona 2:5 NK Omladinac Niza - NK Polet Bokšić 1:1 NK Brezik Brezik Našički slobodan | NK Polet Bokšić - NK Slavonac Pribiševci 3:1 NK Lug Bokšić Lug - NK Slavonija Klokočevci 0:2 NK Vuka Razbojište - NK Dinamo Budimci 6:1 NK Seona - NK Brezik Brezik Našički 1:3 NK Omladinac Niza slobodan | NK Slavonac Pribiševci - NK Omladinac Niza 2:1 NK Slavonija Klokočevci - NK Polet Bokšić 3:4 NK Dinamo Budimci - NK Lug Bokšić Lug 6:0 NK Brezik Brezik Našički - NK Vuka Razbojište 3:2 NK Seona slobodan    |